# Opuntia lutea
Opuntia lutea là một loài thực vật có hoa trong họ Cactaceae. Loài này được (Rose) Solomon mô tả khoa học đầu tiên năm 1999.